# Зинькович, Митрофан Иванович
Митрофа́н Ива́нович Зинько́вич (14 июня 1900 года, дер. Печары, Роднянскиая волость, Климовичский уезд, Могилёвская губерния, ныне Костюковичский район, Могилёвская область — 24 сентября 1943 года, район села Григоровка, Каневский район, Черкасская область) — советский военный деятель, гвардии генерал-майор танковых войск (4 февраля 1943 года). Герой Советского Союза (17 ноября 1943 года).

## Начальная биография

Бюст в г. Костюковичи

Митрофан Иванович Зинькович родился 14 июня 1900 года в деревне Печары ныне Костюковичского района Могилёвской области Белоруссии в крестьянской семье.
Окончил три класса.

## Военная служба

### Гражданская война
В мае 1919 года призван в ряды РККА и направлен красноармейцем в запасной полк, дислоцированный в Ельне (Смоленская губерния), однако по прибытии в расположение полка в том же месяце бежал домой. В августе того же года вновь призван в РККА и направлен запасной полк, дислоцированный в Витебске, откуда в октябре вновь бежал, после чего работал шахтёром в Донбассе.
В июне 1920 года вновь призван в РККА и направлен красноармейцем в 18-й запасной полк, а в августе того же года направлен на учёбу в 14-ю пехотную школу, дислоцированную в Полтаве, где служил курсантом и командиром отделения и принимал участие в боевых действиях против повстанцев на территории Украины.

### Межвоенное время
После окончания пехотной школы в сентябре 1923 года назначен на должность командира отделения в составе 3-го отдельного радиобатальона (Украинский военный округ), в марте 1924 года — на должность отделенного командира в 2-й телеграфной роте 6-го полка связи, а в апреле того же года направлен в 295-й стрелковый полк, где служил на должностях командира взвода, помощника командира и командира роты. В том же году вступил в ряды ВКП(б).
В июне 1930 года направлен на учёбу в Военную академию имени М. В. Фрунзе, после окончания которой в мае 1933 года назначен на должность командира батальона в составе 4-й отдельной механизированной бригады, в апреле 1935 года — на должность начальника 1-го отделения штаба автобронетанковых войск Белорусского военного округа, в июле 1936 года — на должность командира батальона 5-й отдельной механизированной бригады, в сентябре 1937 года — на должность командира учебного танкового батальона в составе 4-й танковой бригады, в августе 1939 года — на должность начальника штаба 70-й отдельной лёгкой танковой бригады, однако в сентябре того же года был переведён на должность командира 36-й отдельной лёгкой танковой бригады (5-я армия), после чего принимал участие в ходе похода Красной Армии в Западную Белоруссию, а во время боевых действий в ходе советско-финской войны исполнял должность начальника автобронетанковых войск Северо-Западного фронта.
В июле 1940 года Зинькович назначен на должность начальника автобронетанковых войск 17-й армии (Забайкальский военный округ).

### Великая Отечественная война
С началом войны находился на прежней должности.
В мае 1942 года назначен на должность начальника штаба 3-й танковой армии, которая в августе того же года принимала участие в боевых действиях в ходе контрудара против 2-й танковой армии противника в районе южнее Козельска, в результате чего противник понёс большие потери и перешёл к обороне. С сентября того же года армия находилась в резерве Ставки Верховного Главнокомандования в районе Плавска.
В январе 1943 года Зинькович назначен на должность командира 12-го танкового корпуса, который вскоре принимал участие в боевых действиях в ходе Острогожско-Россошанской, Харьковской наступательных и Харьковской оборонительной операций, а также в освобождении городов Россошь, Чугуев и Мерефа, а вскоре — в Орловской наступательной операции. За успешные боевые действия 12-й танковый корпус под командованием М. И. Зиньковича 26 июля 1943 года преобразован в 6-й гвардейский танковый корпус, который с 22 — 24 сентября форсировал Днепр в районе села Григоровка (Каневский район, Черкасская область). В ходе этих боевых действий 24 сентября 1943 года генерал-майор танковых войск Зинькович в ходе бомбёжки был смертельно ранен и умер от ран. Похоронен в сквере Славы в городе Прилуки (Черниговская область, Украина).
Указом Президиума Верховного Совета СССР от 17 ноября 1943 года за умелое руководство танковым корпусом и проявленные при этом решительность, мужество и героизм генерал-майору танковых войск Митрофану Ивановичу Зиньковичу посмертно присвоено звание Героя Советского Союза.

## Награды
- Медаль «Золотая Звезда»
- Орден Ленина
- Два ордена Красного знамени
- Орден Суворова II степени
- Медали

## Отзывы современников
О генерал-майоре Митрофане Ивановиче Зиньковиче мне довелось слышать ещё на академических курсах. Он пользовался в войсках любовью и уважением. Был мастером танковых ударов, волевым и смелым командиром. И все в один голос подчеркивали его справедливость и открытый характер. За это генералу Зиньковичу прощали и вспыльчивость, и некоторую резкость.Архипов В. С. Время танковых атак. — М.: Яуза; Эксмо, 2009. — 352 с. — (Вторая мировая война. За Родину! За Сталина!). — 5000 экз. — ISBN 978-5-699-32552-8.

## Память
В городе Костюковичи (Могилёвская область, Белоруссия) в честь Митрофана Ивановича Зиньковича названа улица.
В Костюковичи на Аллее Славы установлен памятник-бюст М. И. Зиньковичу.